# Clarence Clemons

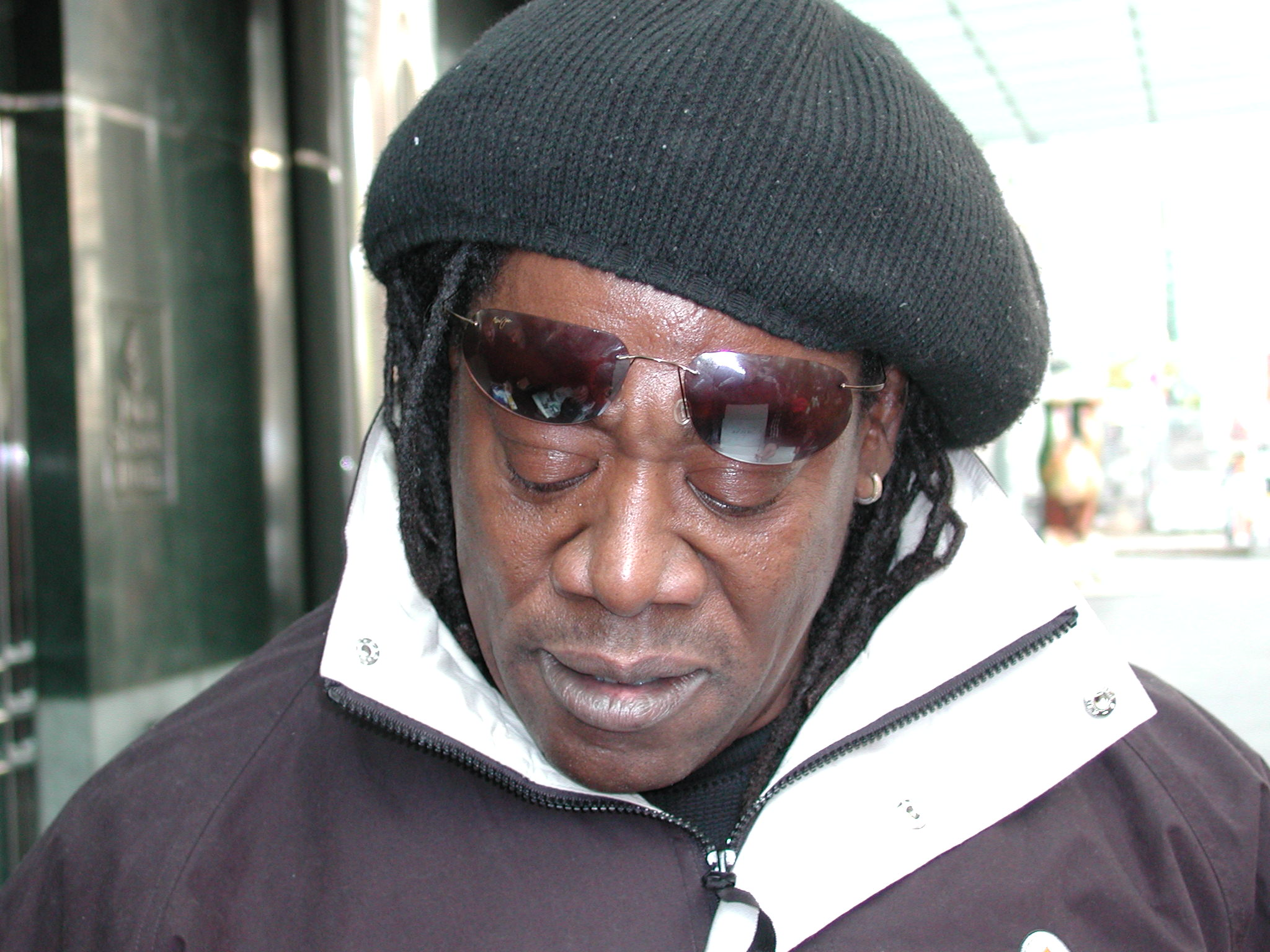
Clarence Clemons

Clarence Anicholas Clemons Jr. (ur. 11 stycznia 1942 w Norfolk, zm. 18 czerwca 2011 w Palm Beach) – amerykański muzyk i aktor, znany także pod pseudonimem The Big Man.

## Życiorys
Był członkiem zespołu Bruce’a Springsteena, gdzie grał na saksofonie. W 1985 wspólnie z Jacksonem Browne’em miał hitową piosenkę „You're a Friend of Mine”. Grał z takimi artystami jak Aretha Franklin, Twisted Sister, The Grateful Dead i Ringo Starr.
Jako aktor wystąpił między innymi w filmach New York, New York i Wspaniała przygoda Billa i Teda, a także w kilku serialach telewizyjnych.
Zmarł w wyniku komplikacji po udarze mózgu. Przed śmiercią wystąpił w teledysku Lady GaGi do trzeciego singla z albumu "Born This Way" - "The Edge Of Glory". Artysta zagrał tam solówkę.

## Dyskografia
Clarence Clemons & the Red Bank Rockers
- Rescue (1983)

Clarence Clemons
- Hero (1985)
- A Night With Mr. C (1989)
- Peacemaker (1995)

Aja and the Big Man
- Get It On (1995)

Clarence Clemons & Temple of Soul
- Live in Asbury Park (2002)
- Live in Asbury Park, Vol. II (2004)
- Brothers in Arms (2008)

Bruce Springsteen
- Greetings from Asbury Park, N.J. (1973)
- The Wild, the Innocent & the E Street Shuffle (1973)
- Born to Run (1975)
- Darkness on the Edge of Town (1978)
- The River (1980)
- Born in the U.S.A. (1984)
- Live/1975–85 (1986)
- Tunnel of Love (1987)
- Chimes Of Freedom (1988)
- Greatest Hits (1995)
- Blood Brothers (1996)
- Tracks (1998)
- 18 Tracks (1999)
- Live in New York City (2001)
- The Rising (2002)
- The Essential Bruce Springsteen (2003)
- Hammersmith Odeon London ’75 (2006)
- Magic (2007)
- Magic Tour Highlights (2008)
- Working on a Dream (2009)
- The Promise (2010)

Gary U.S. Bonds
- Dedication (1981)
- On the Line (1982)

Ringo Starr & His All-Starr Band
- Ringo Starr and His All-Starr Band (1990)

Zucchero
- Blues (1987)
- Oro incenso e birra (1989)
- Zucchero (1991)
- Diamante (1994)
- Spirto Divino (1995)

Wybrane z innymi artystami
- Dan Hartman Images (1976)
- Southside Johnny & The Asbury Jukes I Don’t Wanna Go Home (1976)
- Pezband Pezband (1977)
- Ronnie Spector & The E Street Band "Say Goodbye To Hollywood" / "Baby, Please Don't Go" (1977)
- Scarlet Rivera Scarlet Rivera (1977)
- Intergalactic Touring Band Intergalactic Touring Band (1977)
- Carlene Carter Two Sides to Every Woman (1979)
- Janis Ian Night Rains (1979)
- Musicians United for Safe Energy No Nukes (1979)
- Michael Stanley Band Heartland (1980)
- Joan Armatrading Me Myself I (1980)
- Różni wykonawcy In Harmony 2 (1981)
- Greg Lake Greg Lake (1981)
- Schwartz Schwartz (1981)
- Blue Steel Nothing But Time (1981)
- Little Steven & The Disciples Of Soul Men Without Women (1982)
- Ian Hunter All of the Good Ones Are Taken (1983)
- Silver Condor Trouble At Home (1983)
- Michael Stanley Poor Side of Town (1984)
- Aretha Franklin Who’s Zoomin’ Who? (1985)
- Twisted Sister Come Out and Play (1985)
- Soundtrack Porky’s Revenge (1985)
- Artists United Against Apartheid Sun City (1986)
- Jersey Artists For Mankind "We've Got The Love" / "Save Love, Save Life" (1986)
- Różni wykonawcy A Very Special Christmas (1987)
- Narada Michael Walden Divine Emotions (1988)
- The Four Tops Indestructible (1988)
- Todd Rundgren Nearly Human (1989)
- Soundtrack: Home Alone 2 (soundtrack) (1992)
- Lisa Stansfield et al. Swing – Original Motion Picture Soundtrack (1999)
- Joe Cocker Unchain My Heart (1990)
- Nils Lofgren Silver Lining (1991)
- Alvin Lee Zoom (1992)
- Roy Orbison King of Hearts (1992)
- Jim Carroll A World Without Gravity: Best of The Jim Carroll Band (1993)
- Dave Koz Lucky Man (1993)
- Great White Sail Away (1994)
- Luther Vandross This is Christmas (1995)
- Craig and Co. My Newish Jewish Discovery (1997)
- Marcia Barrett (of Boney M. Feel the need in me(album)|Survival (1999)
- Różni wykonawcy Humanary Stew – A Tribute to Alice Cooper (1999)
- Nick Clemons Band In the Sunlight (2001)
- Creation World Without Windows (2005)
- Tyrone Ashley’s Funky Music Machine Let Me Be Your Man (2007)
- Stormin' Norman & Friends Asbury Park – Then And Now (2008)
- Marcia Barrett (of Boney M) Seasons (2011)
- Lady Gaga Born This Way (2011)